# Villar del Pedroso
Villar del Pedroso es un municipio español de la provincia de Cáceres, Extremadura. Cuenta con una población de 556 habitantes (INE 2024).
Su término municipal limita al norte con el Tajo, que le separa de la provincia de Toledo, e incluye la localidad de Navatrasierra —situada al sur, en la Sierra de Altamira— en calidad de entidad local menor.

## Símbolos
El escudo de Villar del Pedroso fue aprobado mediante la "Orden de 10 de febrero de 1992, de la Consejería de Presidencia y Trabajo, por la que se aprueba el Escudo Heráldico para el Ayuntamiento de Villar del Pedroso (Cáceres)", publicada en el Diario Oficial de Extremadura el 20 de febrero de 1992, después de que su expediente administrativo fuera aprobado por el pleno corporativo de Villar en sesión de 1 de junio de 1989. El escudo se define oficialmente así:

Escudo mantelado. Primero, de oro, encina arrancada de sinople, cargada de bulto de toro, parado, de sable. Segundo, de azur, torre almenada y mazonada de oro, sumada de inicial de Fernando III el Santo coronada. Tercero, de sinople, rama de olivo de plata, acompañada de flor y semilla de jara de otro. Al timbre, corona real cerrada.

## Geografía
Villar del Pedroso se encuentra situado en el este de la provincia de Cáceres. Cuenta con un término municipal que presenta una forma alargada, con un estrechamiento en la mitad de su forma longitudinal, justo en la confluencia con el término de Carrascalejo.
Su término limita al norte con el Tajo, separándolo de la provincia de Toledo a la altura de los términos de Alcolea de Tajo, El Torrico y Valdeverdeja. Al este también limita con la provincia de Toledo, siendo lindantes los municipios de El Puente del Arzobispo, Azután, Navalmoralejo, La Estrella de la Jara, Aldeanueva de San Bartolomé y Mohedas de la Jara, y el término de Carrascalejo de la Jara. Al sur con los término de Alía, Guadalupe y Navezuelas. Mientras que al oeste linda con los términos de Valdelacasa de Tajo, Castañar de Ibor y Navalvillar de Ibor.

### Clima
El clima es de tipo mediterráneo. Las precipitaciones alcanzan un registro medio anual de tan sólo 474 mm. con motivo de su posición a sotavento de las principales elevaciones de las Villuercas. La estación más lluviosa es la invernal (171 mm.) y la más seca la estival (35 mm.) La temperatura media anual es de 15,9 °C. El mes más frío es diciembre, con 7,2 °C y el más caluroso julio, con 26,1 °C.

## Historia
La zona está habitada desde antes de la llegada de los romanos. Pudo ser la antigua ciudad romana de Augustobriga, entre otros poblamientos romanos que hubo en su término. Existen hallazgos de época vetona, entre los que destacan los restos de verracos de granito, lápidas funerarias y vestigios de poblados. 
De la época visigoda procede lo que hoy es un lugar de encuentro cristiano, donde está la Virgen de Burguilla. También hay constancia de asentamientos árabes que convivieron con los restantes núcleos que han sido constatados desde el río hasta la sierra. Cuando el Reino de Castilla reconquistó la zona, sus colonos solicitaron a Fernando III El Santo el derecho a poblar la zona. La solicitud fue concedida el 13 de enero de 1249, por lo que esta fecha es considerada por mucho como la fecha de fundación definitiva del actual Villar del Pedroso.
La «iglesia parroquial de San Pedro» fue construida en el siglo XV y restaurada en el XVIII. Hoy es un monumento nacional en el que se atesoran escenas del santo en el retablo plateresco y en otro de azulejo de Talavera. Cuenta con varios edificios del siglo XVI, como el antiguo hospital y otras casonas solariegas que recuerdan tiempos de bonanza económica.
Hechos históricos de importancia fueron varias visitas de los Reyes Católicos, y posteriormente del emperador Carlos V en abril de 1525 pernoctando en el antiguo Hospital, como parada del camino real al monasterio de Guadalupe.

## Demografía
Villar del Pedroso cuenta con una población de 556 habitantes (INE 2024).
| Gráfica de evolución demográfica de Villar del Pedroso entre 1842 y 2021                                            |
| |
| Población de derecho según los censos de población del INE Población de hecho según los censos de población del INE |

De Villar del Pedroso salieron muchos de los inmigrantes que llegaron a Sudamérica con el objetivo de mejorar sus condiciones de vida entre 1900 y 1939.

## Administración y política
| Partidos políticos en el Ayuntamiento de Villar del Pedroso (2019-2023) |            |
| Partido político                                                        | Concejales |
| Partido Popular (PP)                                                    | 5          |
| Partido Independiente de Navatrasierra (PIN-NAVA)                       | 2          |

## Patrimonio
Además de los ya mencionados verracos celtíberos, varias lápidas funerarias romanas, varios cruceros y la alcazaba árabe en la sierra, el monumento principal es la iglesia parroquial de San Pedro, adscrito a la jurisdicción de la archidiócesis de Toledo. Se construyó entre los siglos XV y XVIII con sillar de granito. Su interior conserva importantes piezas de interés, dos retablos del siglo XVIII decorados con azulejos talaveranos; uno del siglo XVII en la epístola que cobija cinco lienzos de la época; un lienzo con un Cristo del siglo XVII; dos tablas que representan a Santo Tomás y San Pedro, del siglo XVI; y, sobre todo, su retablo mayor, del siglo XVI.

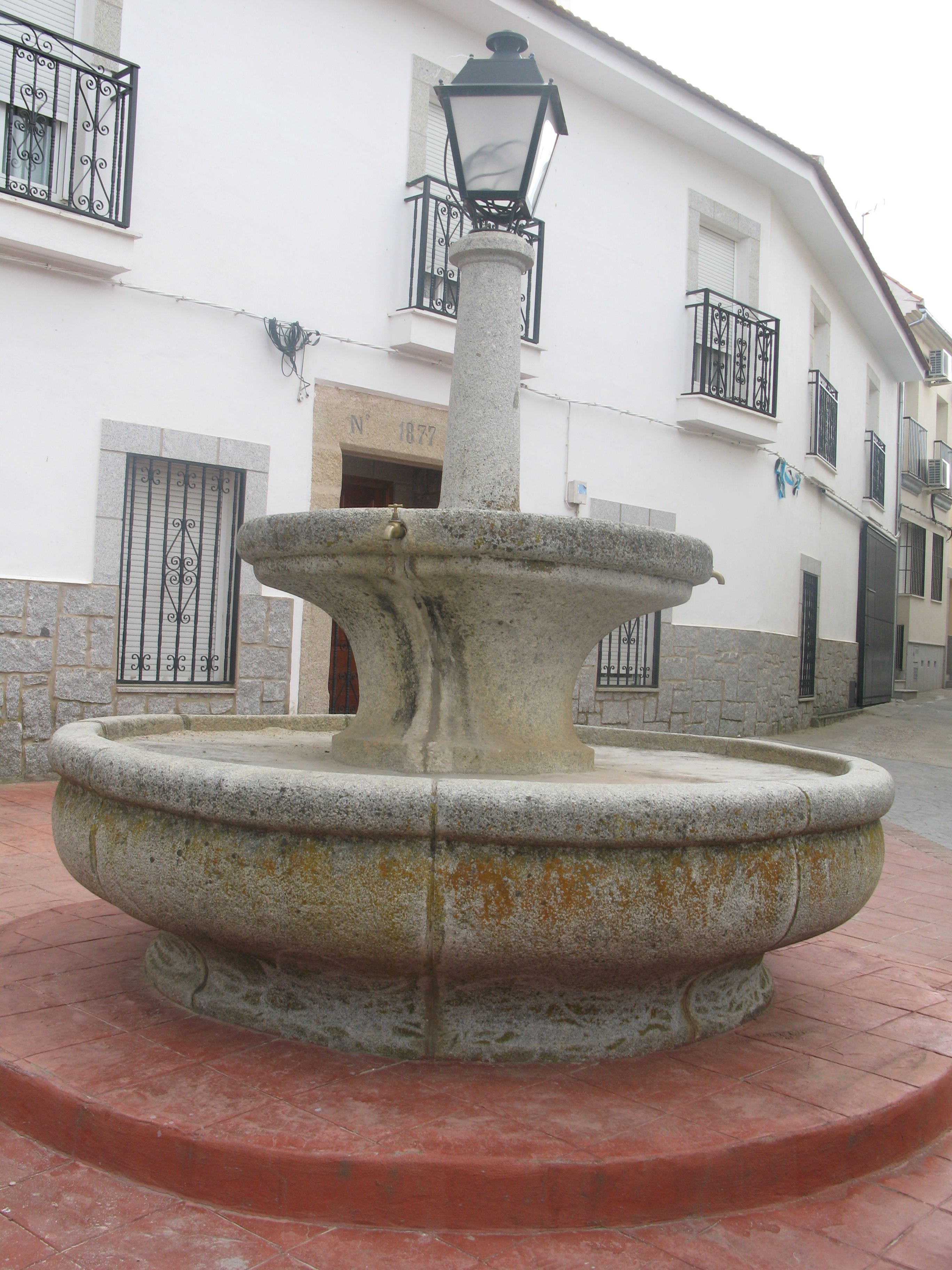
Fuente en plaza Demetrio Medina
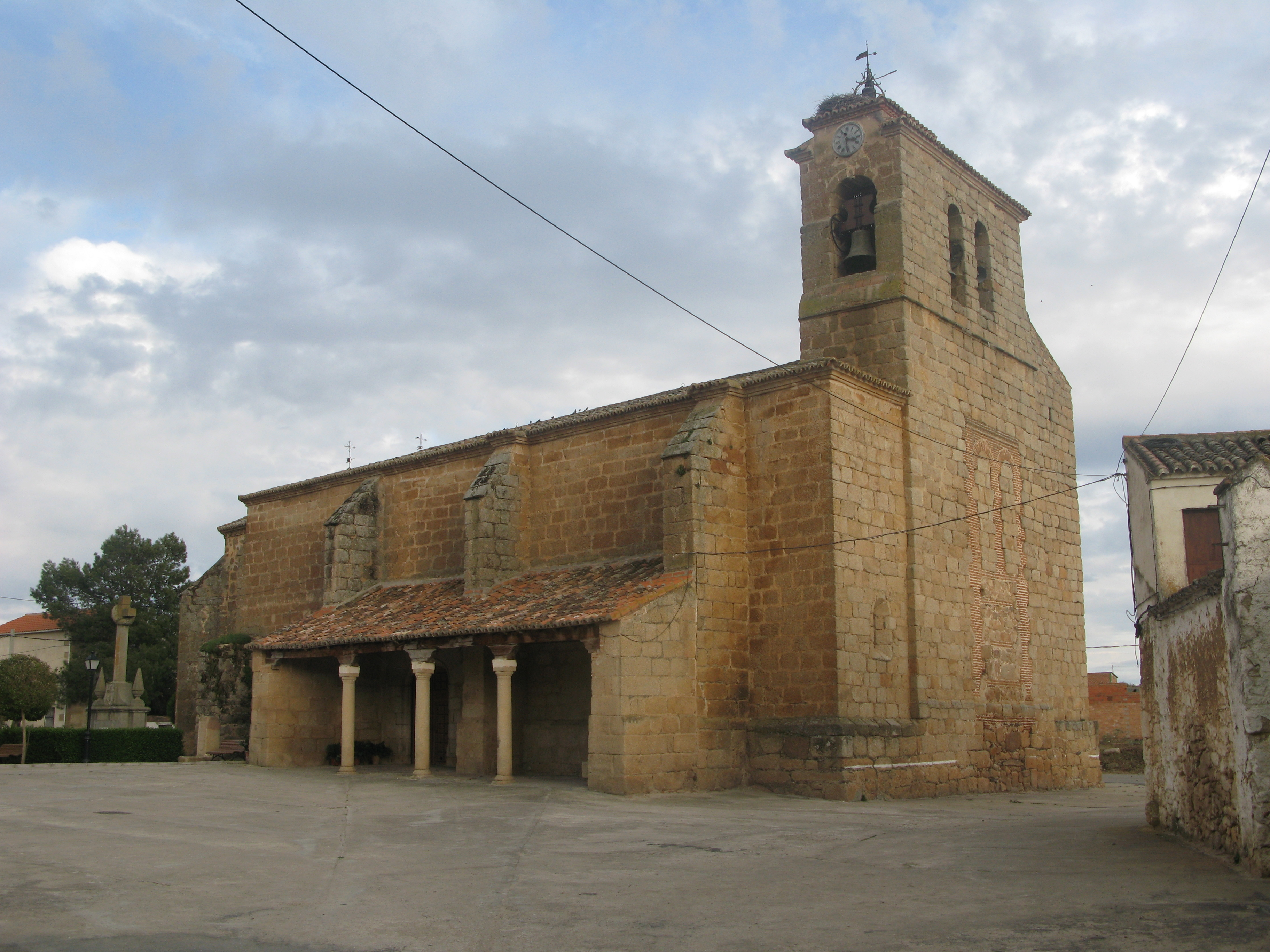
Iglesia parroquial de San Pedro
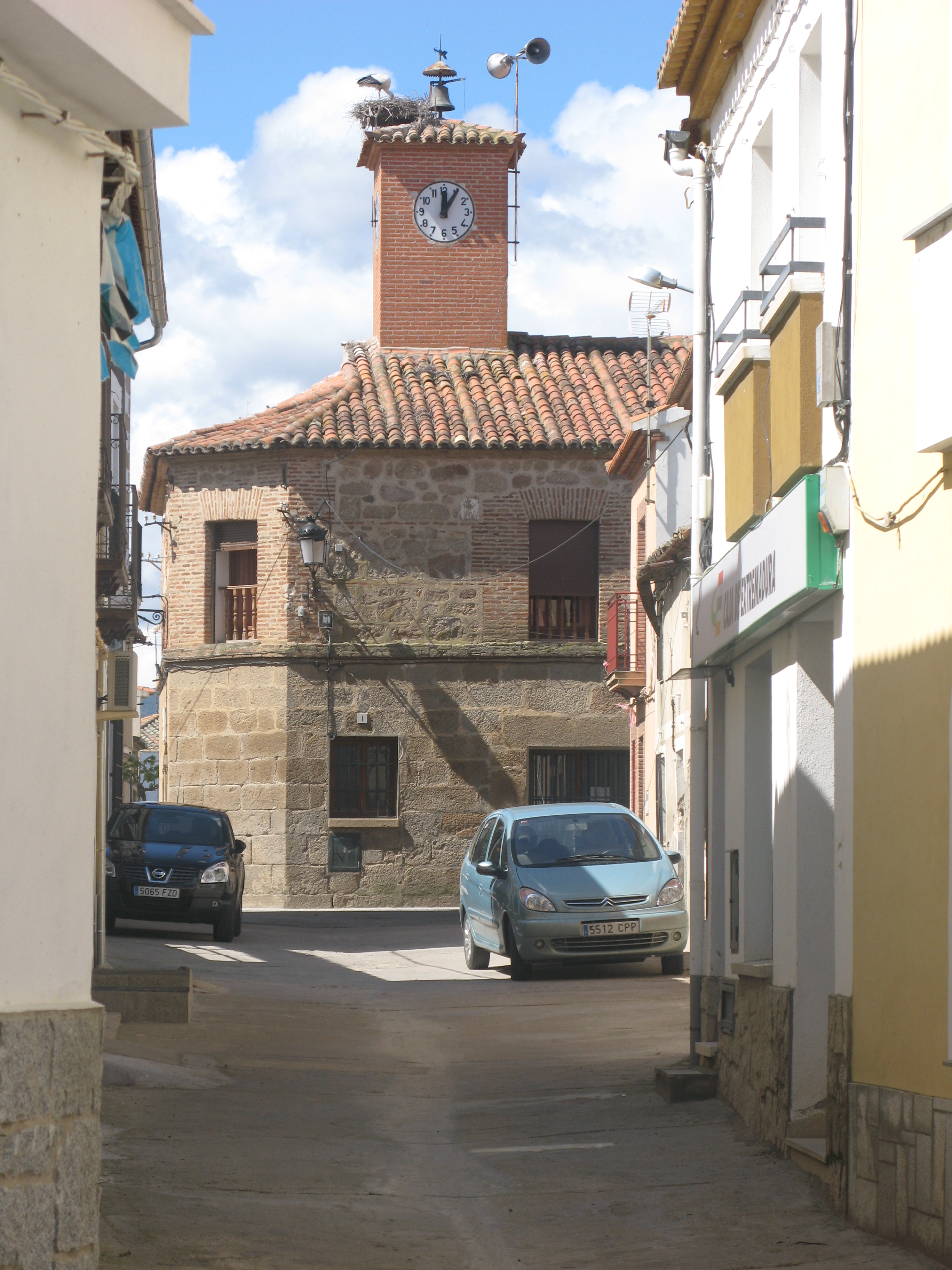
Casa Consistorial
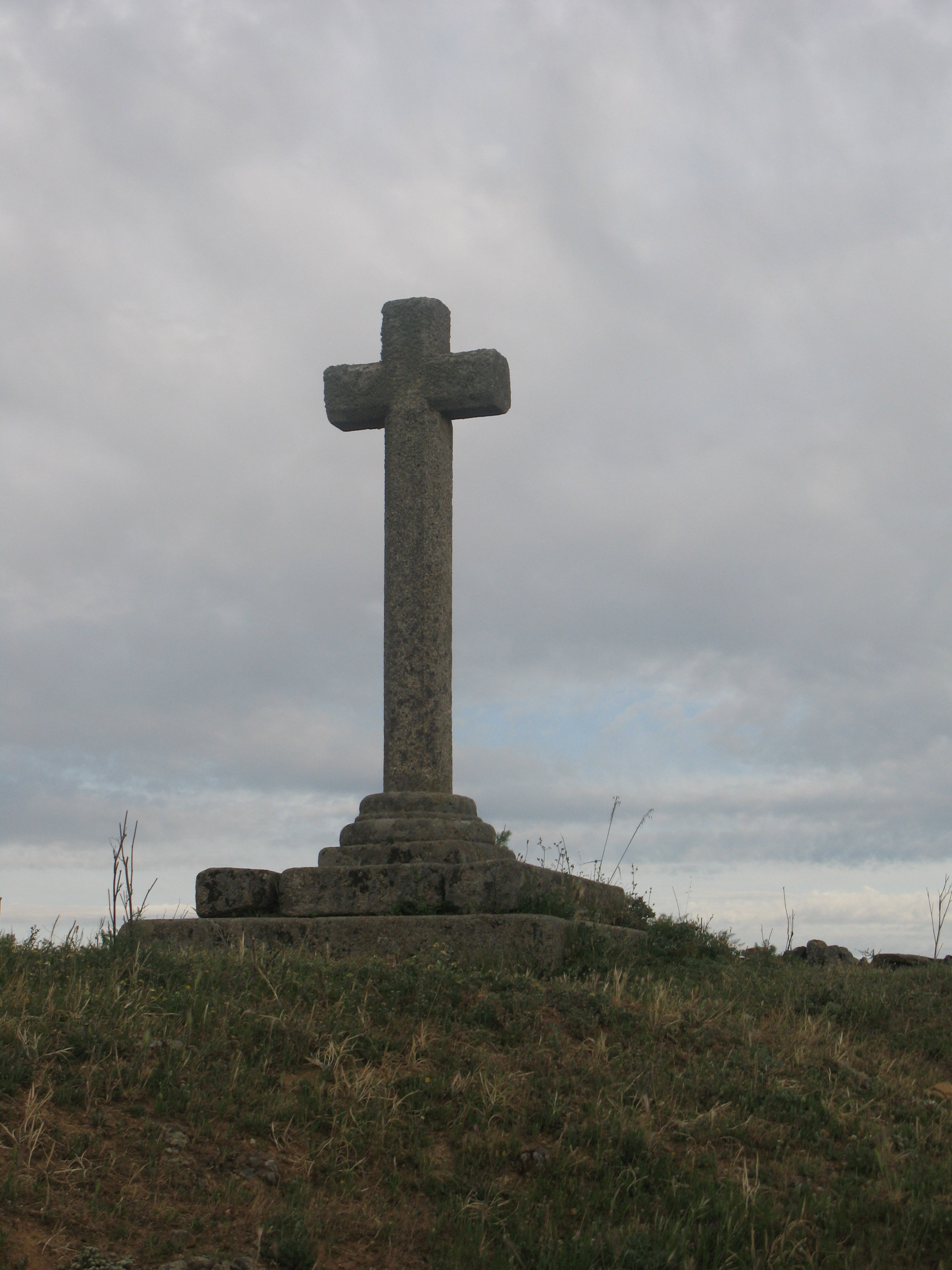
Crucero
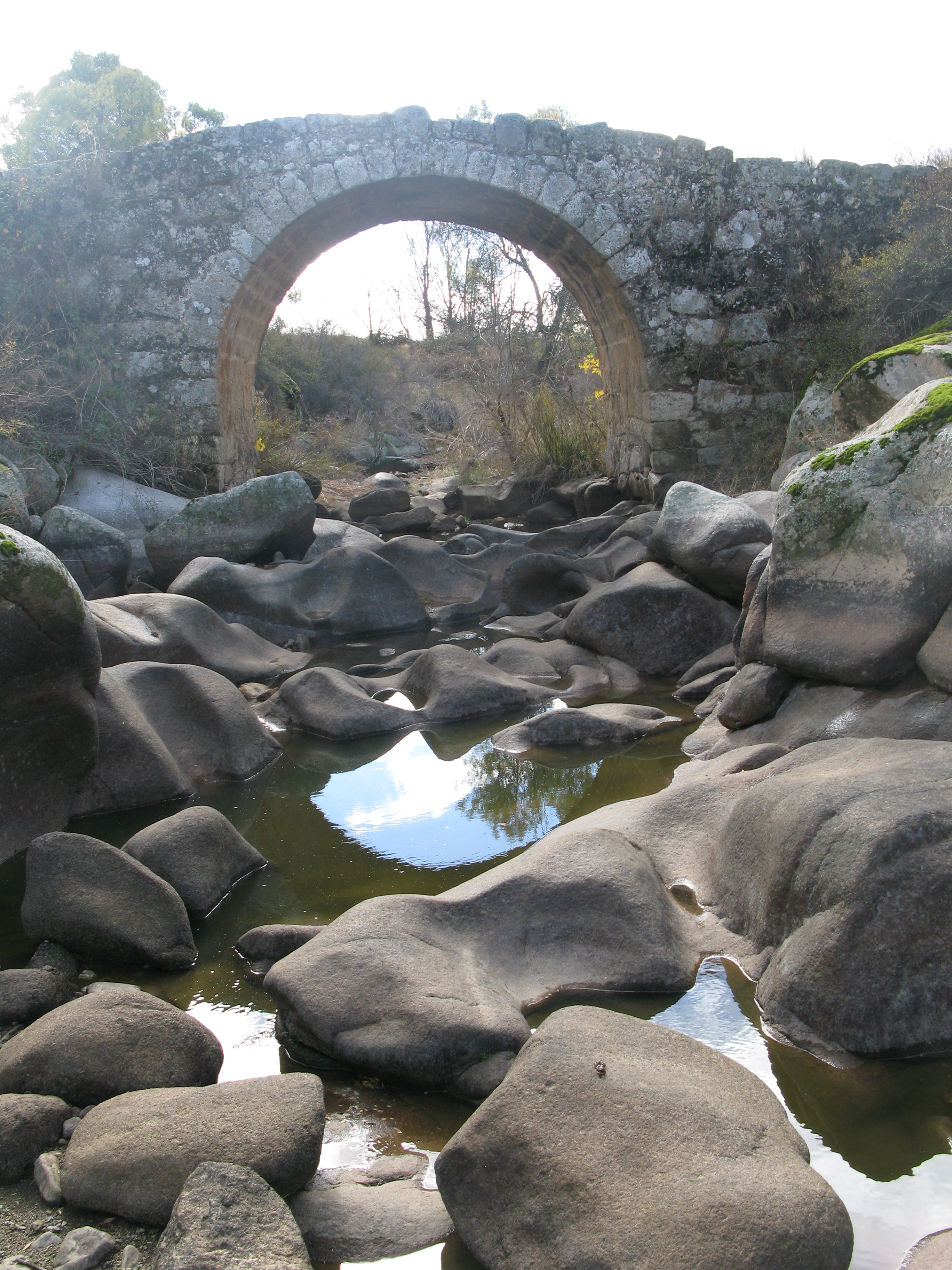
Puente románico sobre el río Pedroso
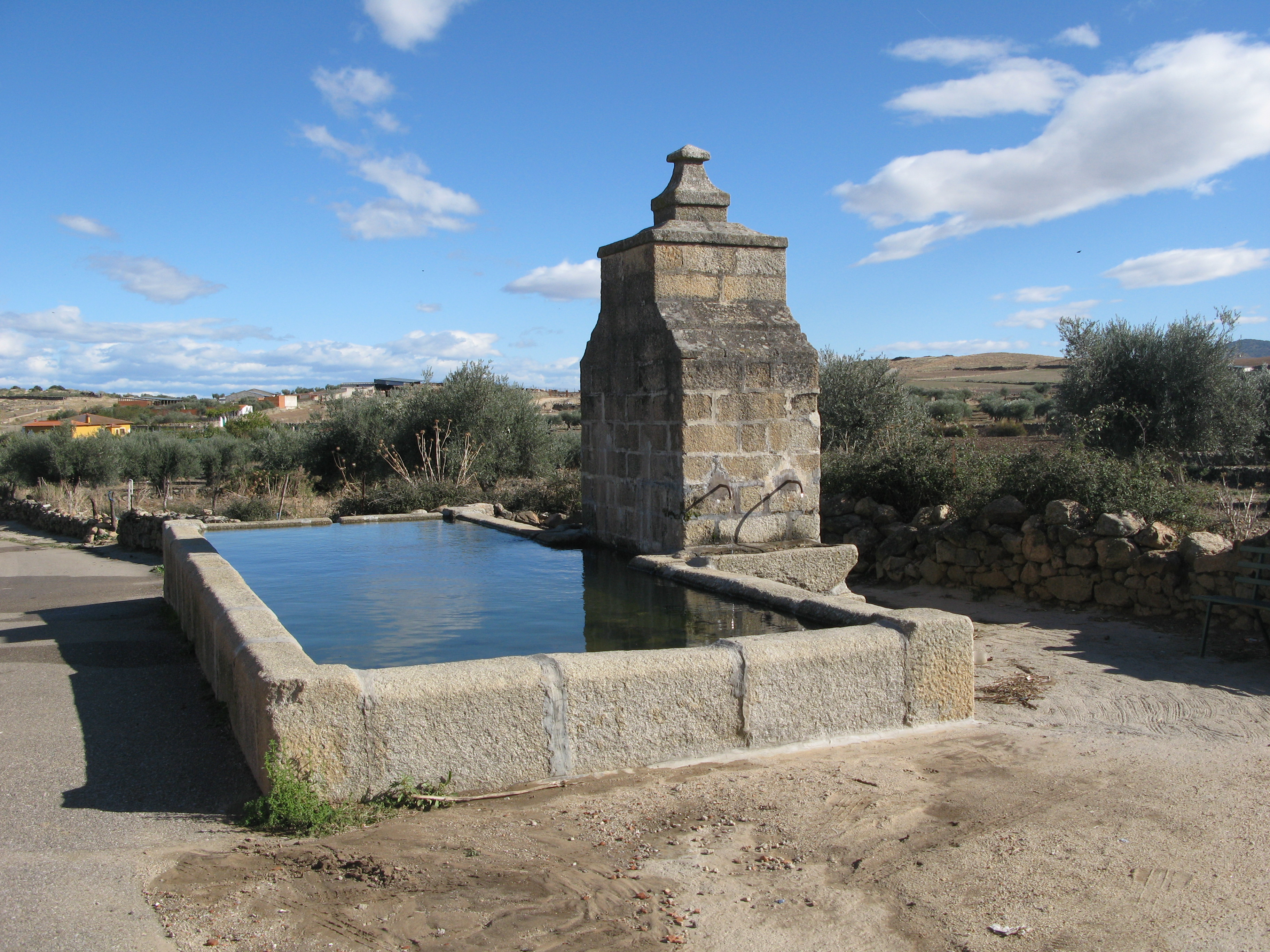
Pilón
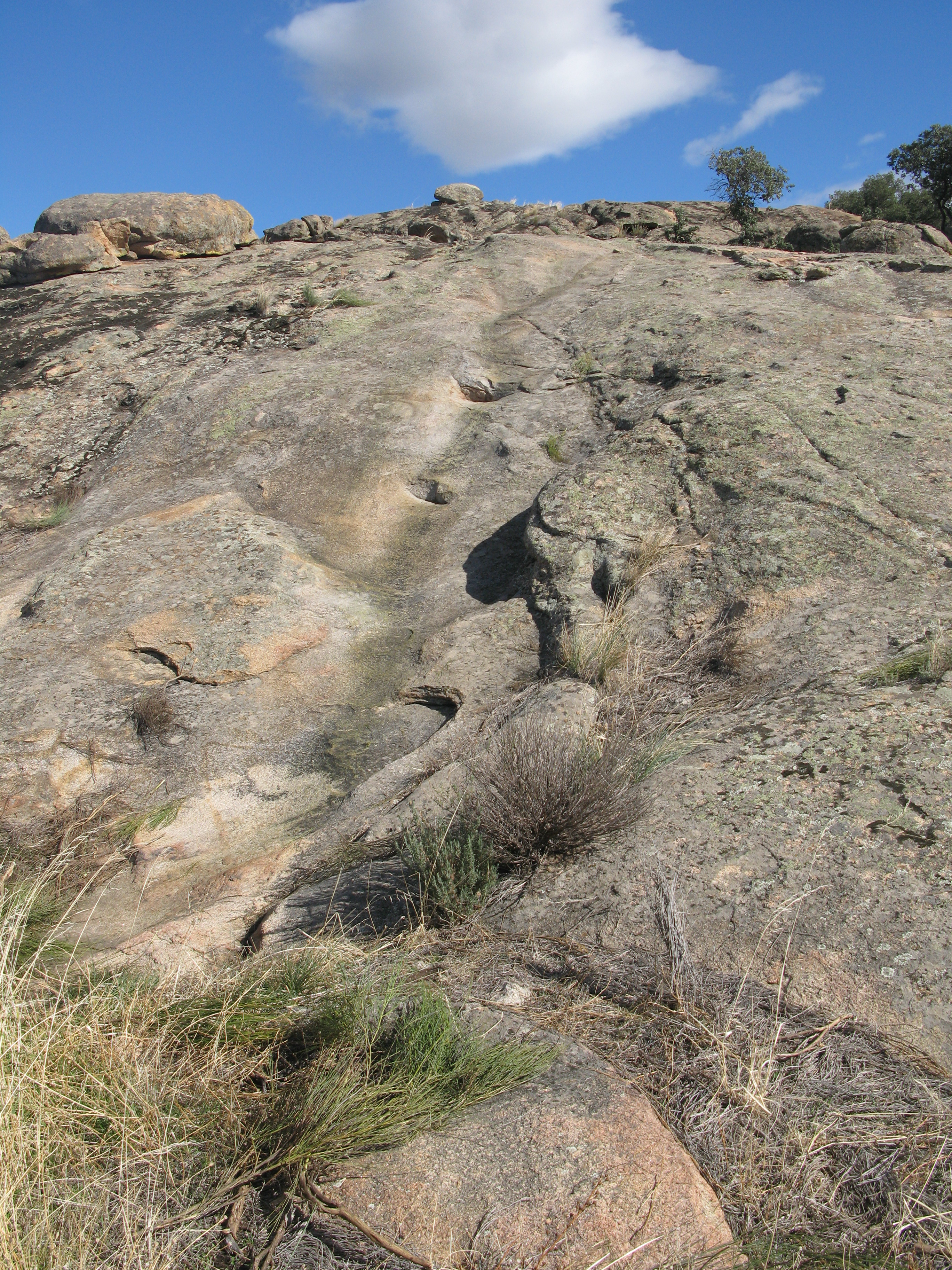
Peña Rastraera